# Gymnophora longissima
Gymnophora longissima är en tvåvingeart som beskrevs av Brown 1989. Gymnophora longissima ingår i släktet Gymnophora och familjen puckelflugor. Inga underarter finns listade i Catalogue of Life.